# João Pina de Morais
João Pina de Morais (Valdigem, Lamego, 6 de janeiro de 1889 - 29 de janeiro de 1953) foi um escritor, jornalista, político e militar português.

## Biografia
Nasceu na freguesia de Valdigem, concelho de Lamego a 6 de janeiro de 1889.
Fez os seus primeiros estudos no Colégio de Lamego tendo, depois, em 1911 entrado na Academia Politécnica do Porto onde viria a concluir o Curso Preparatório para a Escola do Exército na arma de Infantaria. Ainda neste mesmo ano frequentou a Escola de Guerra.
Com a entrada de Portugal na Primeira Guerra Mundial, João Pina de Morais é incorporado no Corpo Expedicionário Português (CEP). Regressa ao país em 1919, mas ainda como militar foi transferido do quartel de Vila Real para o Regimento de metralhas no Porto. Neste regimento iria lutar contra a tentativa fracassada de Paiva Couceiro no restabelecimento da Monarquia em Portugal.
Ainda em 1919 vai frequentar o curso de Ciências Filosóficas da Faculdade de Letras da Universidade do Porto, incitado pelo seu amigo Leonardo Coimbra.
Em 1922 entra na vida política tendo sido eleito deputado e em 1924 adere ao Partido Republicano Português, mas acaba expulso por diferenças e incompatibilidades políticas com o ideário do partido.
Com o golpe militar do General Gomes da Costa em 1926 vê-se obrigado ao exílio, entre 1927 e 1932, derivado da sua atividade contestatária ao novo regime.
A sua vida ficou também marcada pela produção literária, tendo sido autor dos livros Ânfora Partida (1917), Ao Parapeito (1919), O Soldado-Saudade na Grande Guerra (1921), A Paixão do Maestro (1922), Sangue Plebeu (1942), Vidas e Sombras (1949). Colaborou ainda com o jornal A Democracia (1917) e com os grupos culturais da Seara Nova e Renascença Portuguesa.
Em 1950 foi vítima de um Acidente Vascular Cerebral (AVC) que o debilitou e incapacitou quer a nível físico quer a nível intelectual vindo a falecer a 29 de janeiro de 1953 vítima de acidente cardiovascular.

## Vida pessoal
É pai da escritora Graça Pina de Morais.